# NHL Network (Canada)
Pour les articles homonymes, voir NHL.
NHL Network était une chaîne de télévision sportive canadienne de langue anglaise dévouée à la diffusion de matchs de hockey sur glace. Bien que la majorité de sa programmation est consacrée à la diffusion d'événements majeurs liés à la Ligue nationale de hockey (LNH ou NHL en anglais), elle diffuse également des matchs internationaux et des ligues mineures. La chaîne appartient à un consortium mené par la LNH, CTV Speciality Television Inc. (Bell Media et ESPN) et Insight Sports Ltd. Cette chaine a cessé sa diffusion le 31 août 2015.

## Histoire
La licence pour la chaîne spécialisée The Hockey Channel a été demandée auprès du CRTC en 2000 par Jim Gregory, un membre exécutif de la LNH. La mise en ondes était assurée par CTV Speciality Television, propriétaire de la chaîne TSN.
En 2013, Rogers Media détient les droits de diffusion des matchs de la LHN à partir de la saison 2014-2015. La chaîne NHL Network continue d'opérer en attendant que Rogers reconsidère son rôle de diffuseur. En juin 2015, Bell Média annonce la fermeture de la chaîne pour le 1er septembre 2015.

### Logos

Logo de 2005 à 2007
Logo de 2007 à 2009
Logo de 2009 à 2011

Logo de 2011 à 2012
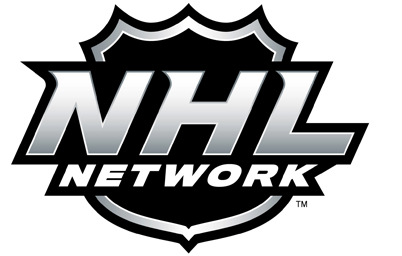
Logo de 2012 à 2015